# La Goulafrière
La Goulafrière é uma comuna francesa na região administrativa da Normandia, no departamento de Eure. Estende-se por uma área de 14,36 km². Em 2010 a comuna tinha 169 habitantes (densidade: 11,8 hab./km²).